# The Raconteurs
The Raconteurs (укр. Казкарі) (відомі, як The Saboteurs в Австралії) — американський рок-гурт з Детройт, Мічиган. Гурт сформувався в 2005. Складається з Джека Вайта (гітара, вокал), Брендана Бенсона (гітара, вокал), Джека Лоуренса (бас-гітара), Патріка Кілера (барабани). Лоуренс і Кілер спочатку були членами the Greenhornes, тоді як Вайт і Лоуренс були членами the Dead Weather.

## Історія
Гурт базується в Нешвіллі, Теннессі. Згідно з офіційним вебсайтом гурту, «зерно було посіяно на горищі посеред спекотного літа, коли друзі Джек Вайт і Брендан Бенсон зібралися разом і написали пісню, яка їх справді надихнула. Цією піснею була „Steady, As She Goes“. і натхнення привело їх до створення повноцінного гурту разом з Лоуренсом та Кілером». Гурт зібрався в Детройті в 2005 році і записувався, коли дозволяв час, до кінця року. Завдяки успіху учасників в інших гуртах їх швидко назвали супергуртом. Гурт, однак, заперечував це, кажучи, що цей термін означає щось заздалегідь заплановане або тимчасове, тоді як вони насправді є «новим гуртом, який складається зі старих друзів».
Гурт відомий як «The Saboteurs» на австралійському ринку, оскільки гурт з Квінсленда вже використовує назву «Raconteurs». Цей гурт відмовився продати свою назву за запропоновану суму і натомість попросив вищу ціну від звукозаписної компанії The Raconteurs. Компанія звукозапису відмовилася платити більшу суму. Учасник гурту з Квінсленда сказав, що їх не поінформували про те, хто намагався купити їх ім'я, і попросив більшу суму грошей, щоб побачити, що станеться.
Гурт виступав на багатьох музичних фестивалях у Європі, Азії та Північній Америці (включно з Окседжен в Ірландії; Фестивалем Редінг, Фестивалем Лідс, Ґластонбері і T in the Park у Великобриританії; Фестиваль Heineken Open'er у Польщі; Vegoose в Лас-Вегасі; Lollapalooza в Чикаго; Bonnaroo в Манчестері (Теннессі); Фестиваль Austin City Limits Music в Остіні (Техас); Коачелла (фестиваль) в Індіо (Каліфорнія); і Orlando Calling в Орландо), Були хедлайнерами багатьох з них.

### 2005—2007:Broken Boy Soldiers

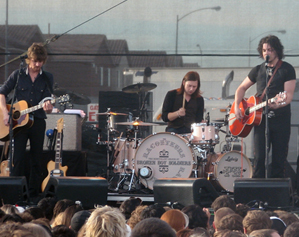
The Raconteurs на фестивалі Vegoose, 2006

Повнометражний дебютний альбом The Raconteurs, Broken Boy Soldiers, був записаний у домашній студії Брендана Бенсона в Детройті. Першим синглом був «Steady, As She Goes/Store Bought Bones», який випустили обмеженим тиражем 7-дюймової вінілової платівки зі швидкістю обертання 45 обертів у Європі 30 січня 2006 року та 7 березня в Північній Америці. 2006. CD-версія «Steady, As She Goes» була випущена 24 квітня 2006 року.
Raconteurs вперше виступили наживо в Академії в Ліверпулі, Велика Британія, 20 березня 2006 року, розпочавши короткий тур по Британії. Їхній перший концерт в Америці відбувся наступного місяця, 20 квітня, в Ірвінг Плазі в Нью-Йорку. За цим послідували майже безперервні гастролі, у яких гурт виступав перед слухачами у Північній Америці та Європі. Високий авторитет Джека Вайта дуже допомагав гурту. Адже, незважаючи на те, що гурт був новим, вони змогли розпродати залу середнього розміру, що є рідкістю для першого туру гурту.
Broken Boy Soldiers випустили 15 травня 2006 року у Великій Британії на Third Man Recordings/XL Recordings і 16 травня в США на Third Man Records/V2 Recordings. Він увійшов до чартів Великої Британії під № 2 і чартів США під № 7.
У листопаді 2006 року Raconteurs відіграли вісім концертів на розігрівах Боба Ділана під час північно-східного етапу його туру по США. 3 листопада 2006 року Raconteurs виконали пісню «Store Bought Bones» і заголовну пісню «Broken Boy Soldier» на Later with Jools Holland. За словами Planet Sound (на яких були присутні репортери), під час «Store Bought Bones» гітара Уайта вийшла з ладу, і їм довелося переграти пісню. Зрештою це повторилося чотири рази, і на четвертому дублі гурт розпався від сміху. У телевізійному ефірі використано змонтовані фрагменти з усіх чотирьох виступів і вирізано будь-який сміх. Кавер гурту на пісню The Undertones «Teenage Kicks» з'явився на 40-річному ювілеї живої збірки BBC. Вони зіграли її наживо під час триб'юту Джону Пілу.
Гурт виконав кілька каверів під час концертів. Наприклад, сет-лист зазвичай включає переспіви «Bang Bang (My Baby Shot Me Down)» (пісня, написана Сонні Боно та популяризована Шер і Ненсі Сінатрою) і «Headin' for the Texas Border» від The Flamin' Groovies. Серед інших пісень, на які The Raconteurs зробили кавери — «Crazy» Гнарлза Барклі, «Who Do You Love?» Бо Діддлі, «It Ain't Easy» Рона Девіса, «A House Is Not a Motel» Love'а та «Keep It Clean» Чарлі Джордана. Гурт також зробив кавер на пісню «Floating» ірландського гурту Jape та «Send Me a Postcard» голландського гурту Shocking Blue. Вони також виконали стару блюзову пісню, написану Бігом Джо Вільямсом у 1935 році (популяризовану піснею Ван Моррісона «Them» у 1964 році), «Baby, Please Don't Go».
У грудні 2006 року дебютний альбом гурту «Broken Boy Soldiers» був нагороджений титулом «Альбом року» британським журналом Mojo. У 2007 році альбом був номінований на премію «Греммі» як найкращий рок-альбом. The Raconteurs були номіновані на дві нагороди на 49-й щорічній церемонії «Греммі»: одну за найкращий рок-альбом для Broken Boy Soldiers і іншу за найкраще рок-виконання дуету або гурту з вокалом для «Steady, As She Goes», хоча вони не перемогли в жодній категорії. Вступ і кінцівка «Steady, As She Goes» часто використовуються для відтворення Saturday Live, тривалої радіопрограми на BBC Radio4.

### 2008—2009:Consolers of the Lonely

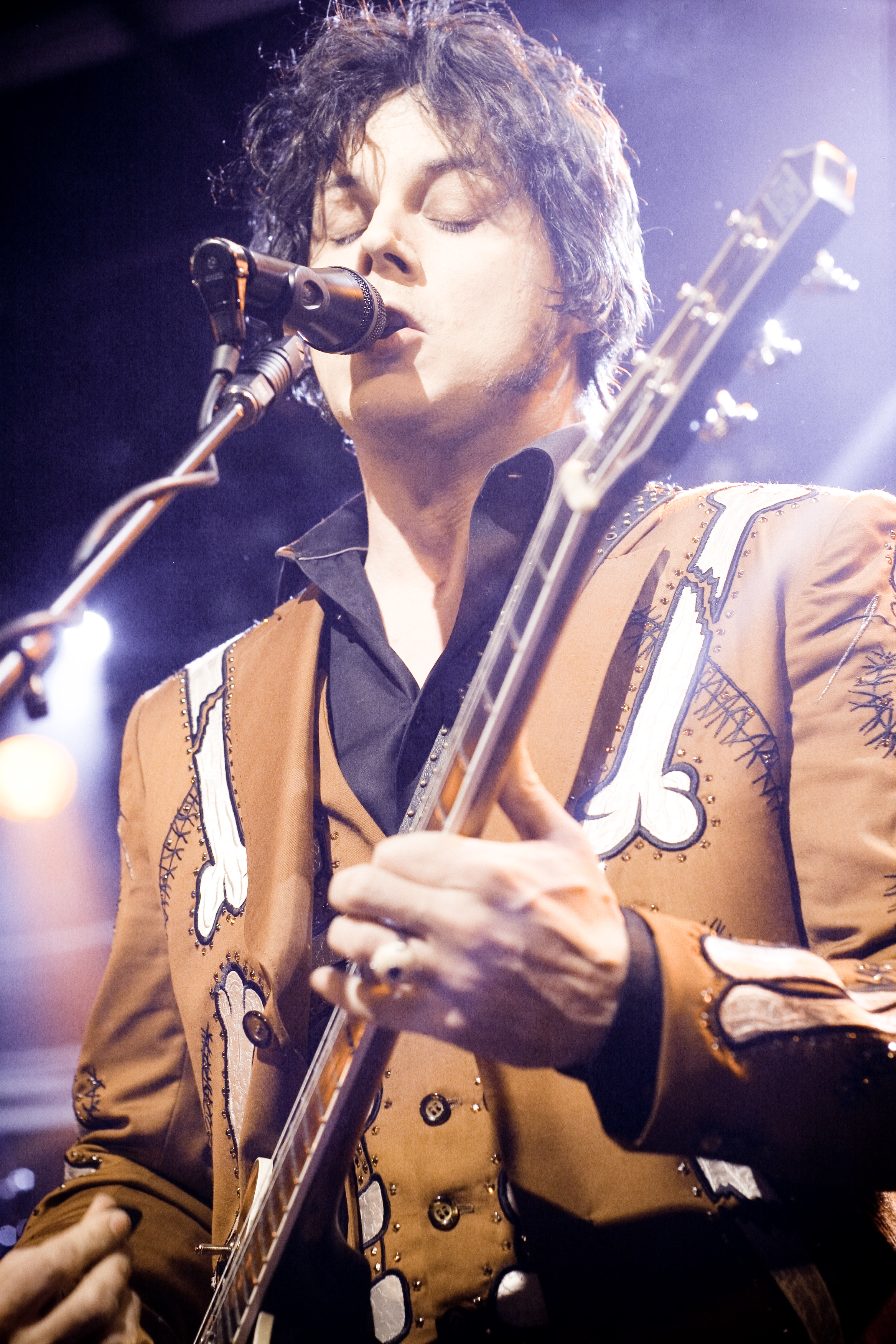
Джек Вайт на концерті з гуртом у 2008 році

The Raconteurs випустили свій другий альбом, Consolers of the Lonely, 25 березня 2008 року. Перший сингл, «Salute Your Solution», був випущений того ж дня.
Гурт також відіграв такі дати туру, як: Coachella 25 квітня, Фестиваль джазу та спадщини Нового Орлеана 4 травня, Bonnaroo 13 червня, T in the Park у Шотландії 12 липня, фестиваль Окседжен в Ірландії 13 липня та The Open'er Festival у Польщі 4 липня. Вони грали на «The Pyramid Stage» на фестивалі Glastonbury 2008 28 червня, Montreux Jazz Festival 7 липня, у Lollapalooza 1 серпня, а також на головній сцені фестивалю Редінг і Лідс 2008 23 та 24 серпня, а також на фестивалі Austin City Limits Music 26–28 вересня 2008. Вони зіграли «The Eden Sessions» на Eden Project у Корнуоллі 29 червня. Гурт також гастролював у США. влітку 2008 року. У 2009 році «Consolers of the Lonely» був номінований на премію «Греммі» за найкращий рок-альбом, але програв альбому Coldplay «Viva La Vida, або Death and All His Friends», але гурт таки виграв премію «Греммі» за найкращий некласичний інженерний альбом.

### 2010—2018: Затишшя і перерва
В інтерв'ю в лютому 2010 року Брендан Бенсон заявив, що майбутнє The Raconteurs неоднозначне, заявивши: «Я думаю, що ми всі просто зосереджені на інших речах». Далі він додав, що «це станеться, і ми знову зберемося, погуляємо і, можливо, запишемо щось, а може, й ні». 17 квітня 2010 року Бенсон і Кілер виконали пісні Raconteurs як The Racontwoers на студії Джека Вайта Third Man Records, щоб все збігалось з перевиданням Broken Boy Soldiers на вінілі мідного кольору. Пару супроводжували Марк Вотрус і Ендрю Хіглі. Гурт виступав на MI Fest 17 вересня 2011 року, а також 15 вересня в Ryman Auditorium у Нешвіллі, Теннессі. 12 листопада 2011 року гурт виступив на першому фестивалі Orlando Calling в Орландо, Флорида. The Raconteurs оголосили про додаткове американське шоу, яке відбудеться 13 листопада 2011 року в The Tabernacle в Атланті, штат Джорджія. У квітні 2012 року Third Man Records випустив дві пісні, які повинні були з'явитися на Consolers of the Lonely: «Open Your Eyes» і «You Make a Fool Out of Me». Пісні були перезаписані для наступного сольного альбому Брендана Бенсона «My Old, Familiar Friend». У лютому 2013 року Джек Вайт оголосив, що гурт повернувся в студію для запису нової музики. У березні 2014 року в інтерв'ю газеті The Guardian Брендан Бенсон оголосив, що новий альбом «начебто не розглядається», припускаючи, що робота над новим альбомом наразі не ведеться, і що перерва в гурті більше схожа на розрив.
Бенсон і Лоуренс приєдналися до Вайта на сцені під час його концерту 28 січня 2015 року на Bridgestone Arena у Нешвіллі, Теннесі. Вони зіграли «Salute Your Solution» і «Steady, As She Goes». Кілер не зміг приєднатися, оскільки в той час він був у турі з The Afghan Whigs.

### 2018–дотепер:Help Us Stranger
8 жовтня 2018 року Third Man Records оголосив про випуск делюкс перевидання Consolers of the Lonely через щоквартальну підписку Vault, яке включатиме дві нещодавно записані пісні, «Sunday Driver» і «Now That You're Gone», на 7-дюймовому вінілі. Обидві пісні стали доступні в цифровому вигляді 19 грудня і згодом були включені в альбом 2019 року Help Us Stranger. Альбом випустили 21 червня 2019 року.
Help Us Stranger був записаний на студії Third Man у Нашвіллі. Вайт і Бенсон написали всі пісні, крім каверу на «Hey Gyp (Dig The Slowness)» Донована. Альбом був спродюсований The Raconteurs та інженером Джошуа В. Смітом. Серед музичних співавторів були Дін Фертіта з The Dead Weather і Queens of the Stone Age та Ліллі Мей і Скарлетт Ріше з Jypsi. Альбом був зведений Венсом Пауелом і The Raconteurs на Blackbird Studios в Нашвіллі.
Гурт оголосив про плани щодо концертного альбому під назвою Live in Tulsa, який був записаний наживо в Cain's Ballroom у Талсі, штат Оклахома, з 13 по 16 жовтня 2019 року.
У травні 2020 року гурт випустив свій EP Live at Electric Lady та документальний фільм через Spotify. Документальний фільм містить студійну кавер-версію класичної пісні Richard Hell & the Voidoids «Blank Generation», а також повний концерт у студії A.

## Учасники гурту
- Брендан Бенсон – вокал, гітара, клавішні, орган, фортепіано
- Патрік Кілер – барабани, перкусія, бек-вокал
- Джек Лоуренс – бас-гітара, банджо, бек-вокал
- Джек Вайт – вокал, гітара, клавішні, орган, фортпеіано, стилофон, мандоліна, продакшн

Учасники в турах
- Дін Феріта – клавішні, перкусія, гітара, бек-вокал (2006; 2011; 2019–дотепер)
- Марк Вотрос – клавішні, народна скрипка, перкусія, скрипка, вокал (2008)

## Дискографія

### Студійні альбоми
| Назва                                       | Деталі                                                                                    | Пікові позиції в чартах | Пікові позиції в чартах | Пікові позиції в чартах | Пікові позиції в чартах | Пікові позиції в чартах | Пікові позиції в чартах | Пікові позиції в чартах | Пікові позиції в чартах | Пікові позиції в чартах | Пікові позиції в чартах | Продажі       | Сертифікати (sales threshold) |
| Назва                                       | Деталі                                                                                    | US                      | AUS                     | BEL (FL)                | CAN                     | FIN                     | IRL                     | NOR                     | NZ                      | SWI                     | UK                      | Продажі       | Сертифікати (sales threshold) |
| ------------------------------------------- | ----------------------------------------------------------------------------------------- | ----------------------- | ----------------------- | ----------------------- | ----------------------- | ----------------------- | ----------------------- | ----------------------- | ----------------------- | ----------------------- | ----------------------- | ------------- | ----------------------------- |
| Broken Boy Soldiers                         | - Дата випуску: 16.05.2006 - Лейбл: Third Man, XL, V2 - Формати: CD, цифровий, LP, касета | 7                       | 14                      | 8                       | 15                      | 34                      | 4                       | 8                       | 12                      | 9                       | 2                       | - US: 522,000 | - BPI: Золото                 |
| Consolers of the Lonely                     | - Дата випуску: 25.03.2008 - Лейбл: Third Man, Warner Bros. - Формати: CD, цифровий, LP   | 7                       | 18                      | 4                       | 8                       | 24                      | 6                       | 11                      | 21                      | 25                      | 8                       | - US: 288,000 | - BPI: Золото                 |
| Help Us Stranger                            | - Дата випуску: 21.06.2019 - Лейбл: Third Man - Формати: CD, цифровий, LP, касета         | 1                       | 23                      | 8                       | 2                       | —                       | 24                      | —                       | 38                      | 6                       | 8                       |               |                               |
| »—" позначає релізи, що не потрапили в чарт |                                                                                           |                         |                         |                         |                         |                         |                         |                         |                         |                         |                         |               |                               |

### Сингли
| Сингл                                       | Рік  | Пікові позиції в чартах | Пікові позиції в чартах | Пікові позиції в чартах | Пікові позиції в чартах | Пікові позиції в чартах | Пікові позиції в чартах | Пікові позиції в чартах | Пікові позиції в чартах | Пікові позиції в чартах | Пікові позиції в чартах | Сертифікати | Альбом                  |
| Сингл                                       | Рік  | US                      | US AAA                  | US Alt.                 | AUS                     | BEL (FL)                | CAN                     | DEN                     | FIN                     | NZ                      | UK                      | Сертифікати | Альбом                  |
| ------------------------------------------- | ---- | ----------------------- | ----------------------- | ----------------------- | ----------------------- | ----------------------- | ----------------------- | ----------------------- | ----------------------- | ----------------------- | ----------------------- | ----------- | ----------------------- |
| «Steady, As She Goes»                       | 2006 | 54                      | 7                       | 1                       | 47                      | 55                      | 3                       | 4                       | 16                      | 22                      | 4                       | - BPI: Gold | Broken Boy Soldiers     |
| «Hands»                                     | 2006 | —                       | —                       | —                       | —                       | —                       | 15                      | 14                      | —                       | —                       | 29                      |             | Broken Boy Soldiers     |
| «Broken Boy Soldier»                        | 2006 | —                       | —                       | —                       | —                       | —                       | —                       | 19                      | —                       | —                       | 22                      |             | Broken Boy Soldiers     |
| «Level»                                     | 2007 | —                       | —                       | 7                       | —                       | —                       | —                       | —                       | —                       | —                       | —                       |             | Broken Boy Soldiers     |
| «Salute Your Solution»                      | 2008 | —                       | —                       | 4                       | —                       | —                       | 79                      | —                       | —                       | —                       | —                       |             | Consolers of the Lonely |
| «Many Shades of Black»                      | 2008 | —                       | —                       | 37                      | —                       | 64                      | —                       | —                       | —                       | —                       | —                       |             | Consolers of the Lonely |
| «Old Enough»                                | 2008 | —                       | 7                       | —                       | —                       | —                       | —                       | —                       | —                       | —                       | —                       |             | Consolers of the Lonely |
| «Consoler of the Lonely»                    | 2008 | —                       | —                       | —                       | —                       | —                       | —                       | —                       | —                       | —                       | —                       |             | Consolers of the Lonely |
| «Sunday Driver»/ «Now That You're Gone»     | 2018 | —                       | 31                      | —                       | —                       | —                       | —                       | —                       | —                       | —                       | —                       |             | Help Us Stranger        |
| «Sunday Driver»/ «Now That You're Gone»     | 2018 | —                       | 19                      | 28                      | —                       | —                       | —                       | —                       | —                       | —                       | —                       |             | Help Us Stranger        |
| «Hey Gyp (Dig the Slowness)»                | 2019 | —                       | —                       | —                       | —                       | —                       | —                       | —                       | —                       | —                       | —                       |             | Help Us Stranger        |
| «Help Me Stranger»                          | 2019 | —                       | 9                       | 20                      | —                       | 73                      | —                       | —                       | —                       | —                       | —                       |             | Help Us Stranger        |
| «Somedays (I Don't Feel Like Trying)»       | 2019 | —                       | 31                      | —                       | —                       | —                       | —                       | —                       | —                       | —                       | —                       |             | Help Us Stranger        |
| «—» позначає релізи, що не потрапили в чарт |      |                         |                         |                         |                         |                         |                         |                         |                         |                         |                         |             |                         |

### Інші пісні, що потрапили в чарти
| Сингл                           | Рік  | Пікові позиції в чартах | Пікові позиції в чартах | Альбом                        |
| Сингл                           | Рік  | MEX Air.                | UK                      | Альбом                        |
| ------------------------------- | ---- | ----------------------- | ----------------------- | ----------------------------- |
| «You Don't Understand Me»       | 2008 | —                       | 150                     | Consolers of the Lonely       |
| «Carolina Drama» (acoustic mix) | 2016 | 36                      | —                       | Acoustic Recordings 1998–2016 |

### Запис живих виступів
| Рік  | Назва                                           | Носій                        | Назва             |
| ---- | ----------------------------------------------- | ---------------------------- | ----------------- |
| 2006 | Live at the Manchester Apollo                   | Вінілова платівка            | Third Man Records |
| 2011 | Live at Third Man Records                       | Вінілова платівка            | Third Man Records |
| 2012 | Live At Montreux 2008                           | DVD / Blu-ray                | EagleVision       |
| 2013 | Live at the Ryman Auditorium September 15, 2011 | Вініл / DVD                  | Third Man Records |
| 2017 | Live at Irving Plaza NYC                        | Вініл                        | Third Man Records |
| 2020 | Live in Tulsa                                   | Вініл                        | Third Man Records |
| 2020 | Live at Electric Lady                           | Вініл/ стрімингові платформи | Third Man Records |

### Інші внески
| Рік  | Пісня                 | Альбом                                         |
| ---- | --------------------- | ---------------------------------------------- |
| 2007 | «Steady, As She Goes» | The Saturday Sessions: The Dermot O'Leary Show |

### Музичні кліпи
| Year | Пісня                                 | Режисер           |
| ---- | ------------------------------------- | ----------------- |
| 2006 | «Steady, As She Goes» (версія 1)      | Джим Джармуш      |
| 2006 | «Steady, As She Goes» (версія2)       | The Malloys       |
| 2006 | «Hands»                               | Роман Блумсбург   |
| 2006 | «Broken Boy Soldier»                  | Флорія Сіґізмонді |
| 2007 | «Level» (наживо)                      | Софі Мюллер       |
| 2008 | «Salute Your Solution»                | Autumn De Wilde   |
| 2008 | «Old Enough»                          | Autumn De Wilde   |
| 2018 | «Sunday Driver»                       | Стівен Себрінґ    |
| 2018 | «Now That You're Gone»                | Дикаїл Ріммаш     |
| 2019 | «Help Me Stranger»                    | Ясугіко Шіміцу    |
| 2019 | «Somedays (I Don't Feel Like Trying)» | Бен Чапел         |

## Нагороди та номінації

### Brit Awards
| Рік  | Номіновано     | Нагорода                       | Результат |
| ---- | -------------- | ------------------------------ | --------- |
| 2007 | The Raconteurs | International Breakthrough Act | Номінація |

### Country Music Awards
| Рік  | Номіновано   | Нагорода                  | Результат |
| ---- | ------------ | ------------------------- | --------- |
| 2009 | «Old Enough» | Musical Event of the Year | Номінація |

### Grammy Awards
| Рік  | Номіновано              | Нагорода                                           | Результат |
| ---- | ----------------------- | -------------------------------------------------- | --------- |
| 2007 | Broken Boy Soldiers     | Best Rock Album                                    | Номінація |
| 2007 | «Steady, as She Goes»   | Best Rock Performance by a Duo or Group with Vocal | Номінація |
| 2009 | Consolers of the Lonely | Best Rock Album                                    | Номінація |
| 2009 | Consolers of the Lonely | Best Engineered Non-Classical Album                | Перемога  |

### Mojo Magazine
| Рік  | Номіновано          | Нагорода          | Результат |
| ---- | ------------------- | ----------------- | --------- |
| 2006 | Broken Boy Soldiers | Album of the Year | Перемога  |

### MTV Europe Music Awards
| Рік  | Номіновано     | Нагорода         | Результат |
| ---- | -------------- | ---------------- | --------- |
| 2006 | The Raconteurs | Best Alternative | Номінація |

### mtvU Woodie Awards
| Рік  | Номіновано                  | Нагорода               | Результат |
| ---- | --------------------------- | ---------------------- | --------- |
| 2006 | «Steady, As She Goes» video | Best Live Action Video | Номінація |